# Rik Vercauteren
Rik Robert Vercauteren (Beveren, 8 juni 2001) is een Belgisch voetballer die sinds 2024 uitkomt voor Lommel SK.

## Clubcarrière
Vercauteren ruilde in 2016 de jeugdopleiding van Waasland-Beveren voor die van RSC Anderlecht. In het seizoen 2018/19 speelde hij vier wedstrijden voor het U19-elftal van Anderlecht in de UEFA Youth League.
Op 22 december 2019 zat hij voor het eerst in de selectie voor een officiële wedstrijd van het eerste elftal: de toenmalige beloftendoelman van Anderlecht was voor de competitiewedstrijd tegen KRC Genk derde doelman achter Hendrik Van Crombrugge en Davy Roef. Na afloop van het seizoen 2019/20 brak Anderlecht zijn contract open tot medio 2022.
In de zomer van 2022 werd het contract van Vercauteren met een jaar verlengd. Op 11 november 2022 maakte de doelmann zijn profdebuut in het shirt van de RSCA Futures, het beloftenelftal van Anderlecht dat in seizoen 2022/23 zijn intrede maakte in Eerste klasse B: op de dertiende competitiespeeldag verving hij Bart Verbruggen, die een dag eerder had meegespeeld met het eerste elftal van de club, tegen Club NXT (2-2-gelijkspel). Toen Verbruggen definitief doorstroomde naar het eerste elftal, namen Vercauteren en Timon Vanhoutte afwisselend de rol van eerste doelman over.
In juli 2023 verlengde hij zijn contract bij Anderlecht tot medio 2024. Vercauteren begon het seizoen 2023/24 als eerste doelman van de RSCA Futures, maar vanaf eind september kreeg de ervaren Colin Coosemans de voorkeur. Zijn laatste officiële wedstrijd voor de RSCA Futures speelde hij op 25 november 2023 tegen Zulte Waregem.
In september 2024 ondertekende Vercauteren, wiens contract bij Anderlecht op het einde van het seizoen 2023/24 was afgelopen, een eenjarig contract bij tweedeklasser Lommel SK.

## Clubstatistieken
| Seizoen         | Club            | Land            | Competitie      | Competitie | Competitie | Beker | Beker | Supercup | Supercup | Europees | Europees | Totaal | Totaal |
| Seizoen         | Club            | Land            | Competitie      | Wed.       | Dlp.       | Wed.  | Dlp.  | Wed.     | Dlp.     | Wed.     | Dlp.     | Wed.   | Dlp.   |
| --------------- | --------------- | --------------- | --------------- | ---------- | ---------- | ----- | ----- | -------- | -------- | -------- | -------- | ------ | ------ |
| 2022/23         | RSCA Futures    | Vlag van België | Eerste klasse B | 11         | 0          | —     | —     | —        | —        | —        | —        | 11     | 0      |
| 2023/24         | RSCA Futures    | Vlag van België | Eerste klasse B | 7          | 0          | —     | —     | —        | —        | —        | —        | 7      | 0      |
| 2024/25         | Lommel SK       | Vlag van België | Eerste klasse B | 0          | 0          | 0     | 0     | —        | —        | —        | —        | 0      | 0      |
| Carrière totaal | Carrière totaal | Carrière totaal | Carrière totaal | 18         | 0          | 0     | 0     | 0        | 0        | 0        | 0        | 18     | 0      |

Bijgewerkt op 5 september 2024.
1 Fiermarín ·
3 Lemoine ·
4 Wuytens ·
5 Kis ·
6 Neven  ·
7 Henkens ·
8 Rosa ·
9 Saito ·
10 Agyepong ·
11 Kadiri ·
12 Lambrix ·
14 Tolinsson ·
16 Verschueren ·
17 Belghali ·
18 Þórðarson ·
19 Arzani ·
20 De Busser ·
21 Troonbeeckx ·
22 Kabongo ·
23 Vandersmissen ·
24 Boussouf ·
25 Aminu ·
27 Caio Roque ·
28 Anello ·
29 Aguilar ·
32 Talvitie ·
Coach: Van der Veen